# Hermann Abert
Hermann Abert (Stuttgart, 25 de março de 1871 - Stuttgart, 13 de agosto de 1927) foi um musicólogo alemão.

## Biografia
Filho de Johann Joseph Abert, ensinaria musicologia de 1902 até 1923 nas universidades de Halle, Leipzig e Berlim.
Especializou-se em música antiga e na história da ópera. É o autor de numerosos estudos sobre a história da música.
Uma das suas obras de referência é a sua biografia sobre Mozart.